# Abd al-Kuri
Abd al-Kuri (arabisch عبد الكوري ʿAbd al-Kūrī) ist die zweitgrößte und westlichste Insel des Sokotra-Archipels im nordwestlichen Indischen Ozean. Politisch gehört sie zum Gouvernement Sokotra, Jemen.

## Geografie
Die Insel liegt 110 km ostnordöstlich vom Kap Guardafui, dem nordöstlichsten Punkt des Horns von Afrika, sowie etwa 320 km südlich der Arabischen Halbinsel am Ostausgang des Golfs von Aden. Von der Hauptinsel Sokotra ist sie etwa 105 km entfernt.
Abd al-Kuri ist 35 km lang, bis zu 5 km breit und weist eine Fläche von 133 km² auf. Rund 450 Einwohner (Stand: 2011) bevölkern die Insel; sie leben vorwiegend vom Fischfang. Hauptort ist Kilmia an der Südküste. Die trockene, hügelige Insel hat nur relativ geringe Vegetation –  obwohl einige Pflanzenarten nur auf ihr vorkommen – und erreicht im Dschabal Salih eine Höhe von 700 m über dem Meer.